# شون أرماند
شون أرماند (26 أغسطس 1991 ببروكلين في الولايات المتحدة - ) (بالإنجليزية: Sean Armand)‏ هو لاعب كرة سلة أمريكي في مركز مدافع مسدد الهدف.

## وصلات خارجية
- شون أرماند على موقع كرة السلة الأوروبية.كوم (الإنجليزية)
- شون أرماند على موقع كلية كرة السلة في سبورتس رفرنس.كوم (الإنجليزية)
- شون أرماند على موقع ريلجم (الإنجليزية)
- شون أرماند على موقع بروبوليرز (الإنجليزية)
- شون أرماند على موقع سبورتس رفرنس (الإنجليزية)